# 룩셈부르크계 캐나다인
룩셈부르크계 캐나다인은 룩셈부르크 혈통의 캐나다 시민 또는 캐나다에 거주하는 룩셈부르크 태생의 사람들이다. 2016년 인구 조사에 따르면 3,915명의 캐나다인이 전부 또는 부분적으로 룩셈부르크 혈통을 주장했다.
룩셈부르크인의 캐나다 이민은 유럽의 다른 지역에서 온 이민만큼 중요하지는 않았지만, 캐나다에는 상당한 룩셈부르크인 공동체가 있다. 그럼에도 불구하고 이 북미 국가는 세계에서 가장 큰 룩셈부르크인 공동체 중 하나이자 미국, 브라질, 아르헨티나에 이어 아메리카에서 네 번째로 큰 공동체의 본거지이다.

## 룩셈부르크와 캐나다 관계
두 나라 사이에는 항상 강한 관계가 있었지만, 제2차 세계 대전이 발발하기 전까지는 더욱 긴밀해지지 않았다.
캐나다는 룩셈부르크인을 포함한 수천 명의 이민자들에게 문을 열었다. 그러나 캐나다에 도착한 가장 주목할 만한 룩셈부르크인 중 일부는 1940년 5월 10일 독일의 룩셈부르크 침공 후 난민으로 퀘벡주 몬트리올에 온 대공 가족이었다. 그 이후로 캐나다와 룩셈부르크는 공유 가치와 주요 국제 문제에 대한 지속적인 정치적 대화를 포함하는 파트너십을 발전시켜 왔다.
양국은 프랑코포니와 북대서양 조약 기구의 회원국이다.

## 같이 보기
- 유럽계 캐나다인
- 룩셈부르크계 미국인